# Massimo Cigana
Massimo Cigana (* 5. Mai 1974 in Mestre) ist ein italienischer Radrennfahrer, Duathlet und Triathlet. Er wird in der Bestenliste italienischer Triathleten auf der Ironman-Distanz geführt.

## Werdegang

### Radsport
Als Radrennfahrer gewann Cigana zusammen mit Ruslan Ivanov das Paarzeitfahren GP d'Europe. 1998 gewann er die Trofeo Gianfranco Bianchin. Von 2000 bis 2003 fuhr er für das italienische Radsportteam Mercatone Uno. Seine besten Ergebnisse in dieser Zeit war Platz 15 in der Gesamtwertung der Tour de Suisse und im selben Jahr Rang 13 beim  Weltcup-Rennen Meisterschaft von Zürich. Nach Ablauf der Saison 2003 beendete er seine Karriere als Radprofi.

### Triathlon
Nach dem Ende seiner Laufbahn als Radrennfahrer begann Cigana mit Triathlon, startete 2007 beim Ironman Florida erstmals über die Langdistanz und wurde Fünfter.
Im Juli 2009 konnte er mit dem Triathlon EDF Alpe d’Huez in Frankreich eines der schwierigsten Langdistanz-Rennen gewinnen (höchstgelegene Wechselzone der Welt in Alpe d’Huez). Im November 2011 wurde er Siebter bei der Weltmeisterschaft auf der Triathlon-Langdistanz.
Im Mai 2013 wurde er italienischer Meister"Sr auf der Triathlon-Mitteldistanz.

Auf der Mitteldistanz (1,9 km Schwimmen, 90 km Radfahren und 21,1 km Laufen) konnte er im November 2014 auch bereits zum vierten Mal den Laguna Phuket Triathlon in Thailand gewinnen.
Im Mai 2017 belegte er den neunten Rang bei der Duathlon-Europameisterschaft auf der Mitteldistanz.

## Sportliche Erfolge
| Datum/Jahr    | Rang | Wettbewerb              | Austragungsort | Zeit     | Bemerkung |
| ------------- | ---- | ----------------------- | -------------- | -------- | --------- |
| 22. Nov. 2014 | 1    | Laguna Phuket Triathlon | Phuket         | 02:33:57 |           |
| 24. Aug. 2014 | 3    | Mondseeland Triathlon   | Mondsee        |          | [ 1 ]     |
| 24. Nov. 2013 | 2    | Laguna Phuket Triathlon | Phuket         | 02:36:44 |           |
| 27. Nov. 2011 | 1    | Laguna Phuket Triathlon | Phuket         | 02:32:51 |           |
| 28. Nov. 2010 | 1    | Laguna Phuket Triathlon | Phuket         | 02:35:26 | [ 2 ]     |
| Dez. 2008     | 2    | Laguna Phuket Triathlon | Phuket         |          | [ 3 ]     |
| 2. Dez. 2007  | 1    | Laguna Phuket Triathlon | Phuket         | 02:31:46 | [ 4 ]     |
| 2005          | 4    | Laguna Phuket Triathlon | Phuket         |          |           |

| Datum/Jahr    | Rang | Wettbewerb                                           | Austragungsort       | Zeit        | Bemerkung                                                                                           |
| ------------- | ---- | ---------------------------------------------------- | -------------------- | ----------- | --------------------------------------------------------------------------------------------------- |
| 2. Juni 2019  | 4    | ITA Middle Distance Triathlon National Championships | Lovere               | 04:11:02    | Staatsmeisterschaft Mitteldistanz                                                                   |
| 27. Jan. 2017 | 2    | Israman                                              | Eilat                | 04:35:43    | |
| 25. Okt. 2015 | 4    | Challenge Sardinia                                   | Pula                 | 03:58:04    | |
| 23. Aug. 2015 | 2    | ITA Middle Distance Triathlon National Championships | Lovere               | 04:11:02    | Vize-Staatsmeister Mitteldistanz                                                                    |
| 9. Aug. 2015  | 4    | Ironman 70.3 Gdynia                                  | Gdynia               | 04:02:14    | |
| 27. Feb. 2015 | 36   | Challenge Dubai                                      | Dubai                | 04:02:11    | beim ersten Rennen der „Challenge Triple-Crown-Serie“                                               |
| 30. Jan. 2015 | 1    | Israman                                              | Eilat                | 04:33:20    | Sieger auf der halben Ironman-Distanz in Israel                                                     |
| 26. Okt. 2014 | 3    | Challenge Sardinia                                   | Forte Village        | 03:59:39,20 | Dritter auf der Halbdistanz                                                                         |
| 10. Aug. 2014 | 2    | Herbalife Triathlon                                  | Gdynia               | 04:00:13    | Zweiter auf der Mitteldistanz – hinter dem Deutschen Andreas Raelert                                |
| 22. Juni 2014 | 2    | ITA Middle Distance Triathlon National Championships | Barberino di Mugello | 03:56:39    | Vize-Staatsmeister Mitteldistanz                                                                    |
| 21. Juli 2013 | 1    | Trumer Triathlon                                     | Obertrum am See      |             | Sieger auf der Mitteldistanz                                                                        |
| 5. Mai 2013   | 1    | ITA Middle Distance Triathlon National Championships | Barberino di Mugello | 03:49:56    | Staatsmeister Mitteldistanz                                                                         |
| 10. Nov. 2012 | 10   | Ironman 70.3 Lanzarote                               | Lanzarote            | 04:19:43    | |
| 2. Sep. 2012  | 6    | Challenge Walchsee-Kaiserwinkl                       | Walchsee             | 04:02:00    | |
| 1. Mai 2012   | 2    | ITA Middle Distance Triathlon National Championships | Barberino di Mugello | 03:57:07    | Vize-Staatsmeister                                                                                  |
| 4. Dez. 2011  | 6    | Ironman 70.3 Asia Pacific                            | Phuket               | 04:01:54    | |
| 23. Okt. 2011 | 4    | Ironman 70.3 Austin                                  | Austin               | 03:56:26    | |
| 4. Sep. 2011  | 8    | Challenge Walchsee-Kaiserwinkl                       | Walchsee             | 04:01:08    | |
| 17. Apr. 2011 | 11   | Ironman 70.3 New Orleans                             | New Orleans          | 03:28:16    | Witterungsbedingt musste das Rennen ohne die Schwimmdistanz auf verkürztem Kurs ausgetragen werden. |
| 5. Dez. 2010  | 2    | Ironman 70.3 Asia Pacific                            | Phuket               | 04:01:52    | |
| 5. Sep. 2010  | 2    | Challenge Walchsee-Kaiserwinkl                       | Walchsee             | 03:59:35    | Zweiter bei der Erstaustragung                                                                      |
| 8. Aug. 2010  | 1    | Trumer Triathlon                                     | Obertrum am See      | 04:04:34    | Sieger auf der Mitteldistanz (1,9 km Schwimmen, 90 km Radfahren und 21,1 km Laufen)                 |
| 30. Mai 2010  | 7    | Ironman 70.3 Austria                                 | St. Pölten           | 03:52:40    | |
| 14. Nov. 2009 | 21   | Ironman 70.3 Clearwater                              | Clearwater           | 03:44:27    | Weltmeisterschaft                                                                                   |
| 6. Sep. 2009  | 10   | Ironman 70.3 Monaco                                  | Monaco               | 04:25:51    | [ 6 ]                                                                                               |
| 23. Aug. 2009 | 3    | Ironman 70.3 Timberman                               | New Hampshire        |             | |
| 7. Juni 2009  | 5    | Ironman 70.3 Switzerland                             | Rapperswil-Jona      | 03:59:36    | |
| 24. Mai 2009  | 3    | Ironman 70.3 Austria                                 | St. Pölten           | 03:56:22    | Massimo Cigana trat als Titelverteidiger an und landete auf dem dritten Rang.                       |
| 7. Sep. 2008  | 10   | Ironman 70.3 Monaco                                  | Monaco               | 04:23:15    | |
| 24. Mai 2008  | 1    | Ironman 70.3 Austria                                 | St. Pölten           | 03:56:12    | [ 7 ]                                                                                               |
| 4. Mai 2008   | 6    | Ironman 70.3 St. Croix                               |                      | 04:12:29    | |
| 2. Sep. 2007  | 4    | Ironman 70.3 Monaco                                  | Monaco               | 04:17:07    | |
| 2006          | 8    | Ironman 70.3 Monaco                                  | Monaco               |             | |
| 2005          | 8    | Ironman 70.3 Monaco                                  | Monaco               |             | |
| 2004          | 9    | Ironman 70.3 Monaco                                  | Monaco               |             | |

| Datum/Jahr    | Rang | Wettbewerb                                         | Austragungsort | Zeit     | Bemerkung                                                                                          |
| ------------- | ---- | -------------------------------------------------- | -------------- | -------- | -------------------------------------------------------------------------------------------------- |
| 28. Juni 2015 | 5    | Ironman Austria                                    | Klagenfurt     | 08:25:20 | |
| 5. Nov. 2011  | 7    | ITU Long Distance Triathlon World Championships    | Henderson      | 05:13:14 | Weltmeisterschaft auf der Langdistanz                                                              |
| 9. Okt. 2010  | 31   | Ironman Hawaii                                     | Hawaii         | 08:48:02 | |
| 7. Nov. 2009  | 3    | Ironman Florida                                    | Panama City    | 08:28:04 | |
| 8. Aug. 2009  | 3    | ETU Long Distance Triathlon European Championships | Prag           |          | Bronzemedaille bei der EM über die Langdistanz (4 km Schwimmen, 120 km Radfahren und 30 km Laufen) |
| 29. Juli 2009 | 1    | Triathlon EDF Alpe d’Huez                          | Alpe d’Huez    |          | Sieger auf der Langdistanz                                                                         |
| 13. Apr. 2008 | 7    | Ironman Arizona                                    | Tempe          | 08:54:33 | |
| 2007          | 5    | Ironman Florida                                    | Panama City    | 08:31:26 | erster Start über die Langdistanz                                                                  |

| Datum/Jahr    | Rang | Wettbewerb                                   | Austragungsort | Zeit     | Bemerkung                                  |
| ------------- | ---- | -------------------------------------------- | -------------- | -------- | ------------------------------------------ |
| 18. Apr. 2021 | 9    | ITA Sprint Duathlon National Championships   | San Benedetto  | 00:51:16 |                                            |
| 21. Mai 2017  | 9    | ETU Powerman Duathlon European Championships | Sankt Wendel   | 03:07:23 | Duathlon-Europameisterschaft Mitteldistanz |
| 27. Apr. 2014 | 1    | Duathlon di Povegliano                       | Povegliano     |          |                                            |

| Datum/Jahr    | Rang | Wettbewerb                 | Austragungsort | Zeit | Bemerkung                                                    |
| ------------- | ---- | -------------------------- | -------------- | ---- | ------------------------------------------------------------ |
| 2000          | 15   | Tour de Suisse             | Schweiz        |      | 9:35 Minuten hinter dem Schweizer Sieger Oscar Camenzind     |
| 18. Okt. 1998 | 1    | Grand Prix d’Europa        | Italien        |      | Sieg im Paarzeitfahren mit Ruslan Ivanov                     |
| Aug. 1998     | 3    | Völkermarkter Radsporttage | Völkermarkt    |      | Dritter hinter dem österreichischen Sieger Matthias Buxhofer |

(DNF – Did Not Finish)